# Gabriel Osho
Gabriel Jeremiah Adedayo Osho (* 14. srpna 1998) je nigerijský profesionální fotbalista, který hraje na pozici obránce za francouzský klub AJ Auxerre. Narodil se v Anglii, ale hraje za nigerijský národní tým.

## Mládí a vzdělání
Osho se narodil v Readingu, kde navštěvoval Leighton Park School, a také lesnickou školu ve Winnershi.

## Klubová kariéra

### Reading
V červenci 2016 podepsal Osho svou první profesionální smlouvu s Readingem a 3. ledna 2018 podepsal novou smlouvu do léta 2020.
Po krátkém hostování v klubech National League Maidenhead United a Aldershot Town debutoval Osho 22. prosince 2018 za Reading při porážce 0:1 s Middlesbrough a stal se mužem zápasu.
Dne 29. ledna 2019 se Osho připojil k Bristolu Rovers na hostování do konce sezóny 2018/19.
Dne 28. října 2019 se Osho objevil na zkoušce za tým Ipswich Town U23 v zápase proti Coventry City.
Dne 7. prosince 2019 se Osho připojil k týmu Yeovil Town na hostování do 4. ledna 2020.
Vzhledem k tomu, že jeho smlouva s Readingem měla vypršet 30. června 2020 a kvůli dopadům pandemie COVID-19 na sezónu 2019/20, podepsal Osho 26. června 2020 krátkodobé prodloužení smlouvy s Readingem do konce sezóny. Po skončení sezóny 2019/20 byla Oshovi nabídnuta nová smlouva, ale nabídku odmítl a klub opustil.
V říjnu 2020 si zahrál za rezervní tým Salfordu City v zápase Central League.

### Luton Town
Dne 18. listopadu 2020 se Osho připojil k týmu EFL Championship Luton Town FC. V prosinci 2020 se Osho vrátil do týmu National League Yeovil Town na měsíční hostování.
Dne 21. ledna 2021 se Osho připojil k Rochdale na hostování do konce sezóny.
Osho se v sezóně 2021/22 etabloval jako hráč prvního týmu Lutonu, kde odehrál 26 zápasů. V následující sezóně Osho skóroval v semifinále play-off Championship proti Sunderlandu a tým tak dosáhl na postup do Premier League.
Poté, co Osho zmeškal začátek sezóny 2023/24 kvůli zranění, debutoval v Premier League 29. října 2023 při prohře 3:1 na hřišti Aston Villy. Svůj první gól v Premier League vstřelil 4. prosince při domácí porážce 4:3 s Arsenalem.
Dne 24. května 2024 Luton uvedl, že s hráčem vyjednává o nové smlouvě.

### Auxerre
Dne 11. července 2024 oznámil nově postoupivší klub Ligue 1 AJ Auxerre, že Osho podepsal jednoletou smlouvu s opcí na další dva.

## Reprezentační kariéra
V březnu 2024 byl Osho poprvé povolán do nigerijského národního týmu, ale kvůli zranění nedebutoval. V listopadu 2024 byl Osho znovu povolán a debutoval 14. listopadu 2024 v kvalifikaci na Africký pohár národů 2025 proti Beninu.

## Osobní život
Osho se narodil v Anglii a je nigerijského původu.

## Statistiky

### Klubové
Platí k zápasu hranému 14. prosince 2024.
| Klub                          | Sezóna            | Liga              | Liga   | Liga | Národní pohár | Národní pohár | Ligový pohár | Ligový pohár | Ostatní | Ostatní | Celkově | Celkově |
| Klub                          | Sezóna            | Soutěž            | Zápasy | Góly | Zápasy        | Góly          | Zápasy       | Góly         | Zápasy  | Góly    | Zápasy  | Góly    |
| ----------------------------- | ----------------- | ----------------- | ------ | ---- | ------------- | ------------- | ------------ | ------------ | ------- | ------- | ------- | ------- |
| Reading                       | 2016/17           | EFL Championship  | 0      | 0    | 0             | 0             | 0            | 0            | —       | —       | 0       | 0       |
| Reading                       | 2017/18           | EFL Championship  | 0      | 0    | 0             | 0             | 0            | 0            | —       | —       | 0       | 0       |
| Reading                       | 2018/19           | EFL Championship  | 2      | 0    | 0             | 0             | 0            | 0            | —       | —       | 2       | 0       |
| Reading                       | 2019/20           | EFL Championship  | 5      | 0    | 2             | 0             | 1            | 0            | —       | —       | 8       | 0       |
| Reading                       | Celkově           | Celkově           | 7      | 0    | 2             | 0             | 1            | 0            | —       | —       | 10      | 0       |
| Maidenhead United (hostování) | 2017/18           | National League   | 3      | 0    | 0             | 0             | —            | —            | —       | —       | 3       | 0       |
| Aldershot Town (hostování)    | 2018/19           | National League   | 8      | 0    | 3             | 0             | —            | —            | —       | —       | 11      | 0       |
| Bristol Rovers (hostování)    | 2018/19           | EFL League One    | 0      | 0    | 0             | 0             | 0            | 0            | 0       | 0       | 0       | 0       |
| Yeovil Town (hostování)       | 2019/20           | National League   | 6      | 0    | 0             | 0             | —            | —            | 1       | 0       | 7       | 0       |
| Luton Town                    | 2020/21           | EFL Championship  | 0      | 0    | 1             | 0             | 0            | 0            | —       | —       | 1       | 0       |
| Luton Town                    | 2021/22           | EFL Championship  | 23     | 0    | 2             | 0             | 1            | 0            | —       | —       | 26      | 0       |
| Luton Town                    | 2022/23           | EFL Championship  | 27     | 2    | 4             | 0             | 1            | 0            | 3       | 1       | 35      | 3       |
| Luton Town                    | 2023/24           | Premier League    | 21     | 2    | 2             | 0             | 0            | 0            | —       | —       | 23      | 2       |
| Luton Town                    | Celkově           | Celkově           | 71     | 4    | 9             | 0             | 2            | 0            | 3       | 1       | 85      | 5       |
| Yeovil Town (hostování)       | 2020/21           | National League   | 4      | 0    | 0             | 0             | —            | —            | 0       | 0       | 4       | 0       |
| Rochdale (hostování)          | 2020/21           | EFL League One    | 22     | 1    | —             | —             | —            | —            | —       | —       | 22      | 1       |
| Auxerre                       | 2024/25           | Ligue 1           | 12     | 1    | 0             | 0             | —            | —            | —       | —       | 12      | 1       |
| Celkově v kariéře             | Celkově v kariéře | Celkově v kariéře | 133    | 6    | 14            | 0             | 3            | 0            | 4       | 1       | 154     | 7       |

## Úspěchy
Luton Town
- Play-off EFL Championship: 2023